# Тајрон (Пенсилванија)
Тајрон (енгл. Tyrone) град је у америчкој савезној држави Пенсилванија.

## Демографија
По попису из 2010. године број становника је 5.477, што је 51 (-0,9%) становника мање него 2000. године.
| Група             | 2000.         | 2010.         |
| Белци             | 5.443 (98,5%) | 5.293 (96,6%) |
| Афроамериканци    | 18 (0,3%)     | 38 (0,7%)     |
| Азијати           | 6 (0,1%)      | 18 (0,3%)     |
| Хиспаноамериканци | 30 (0,5%)     | 56 (1,0%)     |
| Укупно            | 5.528         | 5.477         |